# Cratere Esmeralda
Esmeralda  è un cratere sulla superficie di Venere.